# Талас (Байзакский район)
Тала́с (каз. Талас) — село в Байзакском районе Жамбылской области Казахстана, административный центр Костюбинского сельского округа. Код КАТО — 313645100.

## География
Село расположено в юго-западной части Байзакского района, на правом берегу реки Талас, в 12 километрах к югу от районного центра села Сарыкемер и в 2 километрах к северо-востоку от областного центра города Тараз. Ближайшая железнодорожная станция Талас — расположена в 900 метрах к югу от села (по дороге — 6,3 км). Соседние населённые пункты: Костобе в 1,5 километрах к северу, Ботамойнак в 2 километрах к востоку, Красная Звезда в 1 километре к юго-западу. Транспортное сообщение осуществляется по автодорогам КН-6 и A2.

## Население
| Численность населения | Численность населения | Численность населения |
| 1989                  | 1999                  | 2009                  |
| --------------------- | --------------------- | --------------------- |
| 2290                  | ↗2537                 | ↗2921                 |